# Willy Schetter
Willy Schetter (* 1. April 1928 in Essen; † 19. November 1992 in Bonn) war ein deutscher Altphilologe, der als Professor in Mainz (1965–1972) und Bonn (1972–1992) wirkte. Sein hauptsächliches Fach war die Latinistik.

## Leben
Willy Schetter wurde 1928 in Essen als Sohn des Ingenieurs Theodor Schetter und seiner Frau Maria (geb. Mombour) geboren. Er besuchte ab 1934 die Grundschule, ab 1938 die Krupp-Oberschule, seit 1943 das neusprachliche Gymnasium in Schleiden. Hier legte er 1949 die Reifeprüfung ab und begann zum Wintersemester 1949/50 das Studium der Klassischen Philologie an der Universität Bonn. Seine Lehrer waren Hans Herter, Wolfgang Schmid, Walther Kranz (Fachdidaktik) und besonders Ernst Robert Curtius. Im Sommersemester 1952 wurde Schetter Mitglied des Philologischen Seminars. Nach einem Semester in Göttingen (Sommersemester 1954) legte Schetter im Februar 1956 das Erste Staatsexamen für die Fächer Latein und Griechisch in Bonn ab.
Zum 1. August 1956 wurde Schetter als Wissenschaftlicher Mitarbeiter am Mittellateinischen Wörterbuch in München angestellt. Hier verfasste er seine noch von Curtius angeregte Dissertation Untersuchungen zur epischen Kunst des Statius, mit der er im Januar 1957 in Bonn promoviert wurde. Nachdem seine Stelle in München zum 15. Januar 1958 ausgelaufen war, wurde er am 1. März 1958 als Wissenschaftlicher Assistent am Philologischen Seminar in Bonn angestellt. 1964 habilitierte er sich mit der Schrift Studien zur Überlieferung und Kritik des Elegikers Maximian, die den ersten Versuch einer kritischen Annäherung an die überlieferte Textgestalt der Elegien darstellt. Das Thema von Schetters Antrittsvorlesung war Die Troerinnentragödie des Seneca. 1965 erhielt er einen Ruf als ordentlicher Professor an die Universität Mainz. Doch schon 1972 ging er zurück nach Bonn, wo er die Nachfolge des 1971 in die Vereinigten Staaten gezogenen Georg Luck im Lehrstuhl für Lateinische Philologie antrat. Schetters Vorlesungen beschäftigten sich vornehmlich mit nachklassischer lateinischer Literatur. Einen Ruf an die Universität München 1975 lehnte er ab.
Im Mai 1992 wurde Schetter mit einer schweren Lungenentzündung ins Krankenhaus eingeliefert und stationär behandelt. Am 19. November desselben Jahres starb er. Die Beerdigung fand am 26. November statt. Die vier anlässlich einer Gedenkfeier der Philosophischen Fakultät am 7. Mai 1993 gehaltenen Reden wurden 1997 in Buchform herausgegeben (In memoriam Willy Schetter). Christian Schmitt beschrieb Schetters Lebensweg, Otto Zwierlein seine Bedeutung für die Wissenschaft, sein langjähriger Freund Ernst Vogt erzählte einige sehr persönliche Eindrücke von Schetter, und sein Schüler Klaus Philipp Seif erinnerte an den akademischen Lehrer Schetter.

## Leistungen
Schetters Forschung beschäftigte sich mit der römischen Literatur der gesamten Antike unter Gesichtspunkten der Literaturtheorie, der Text- und Echtheitskritik und der Zeitgeschichte. In seiner Münchener Zeit sammelte er Erfahrung und Kenntnisse in der lateinisch verfassten Literatur von der archaischen Zeit (3. Jahrhundert v. Chr.) bis zum Mittelalter. Neben seinen oben erwähnten Werken zum Epiker Statius, dem er seinen Platz als alter Vergilius (lateinisch „zweiter Vergil“) einräumte, und zum Elegiker Maximian behandelte er die Werke des Horaz und analysierte die Argonautica des Valerius Flaccus. Seine Erkenntnisse legte er in dem Aufsatz Die Buchzahl der Argonautica des Valerius Flaccus nieder. In seinem Aufsatz über das Gedicht De laudibus Dei von Dracontius analysierte er die Einflüsse der Tristia Ovids und De precatio ad Hadrianum von Claudian auf das Gedicht.
Einen guten Überblick über die Entwicklung der epischen Gattung in der römischen Literatur bietet Schetters Werk Das römische Epos (Wiesbaden 1978). Für das Handbuch der lateinischen Literatur der Antike verfasste Schetter den Band VII Profandichtung und Kunstprosa (über die Zeit der Völkerwanderung), der nach seinem Tod postum durch Jochem Küppers veröffentlicht wurde. Für den Band V Epigraphische Dichtung lieferte Schetter zahlreiche Beiträge, in denen er epigraphische Forschung mit Literaturtheorie verband. Auch für das Lexikon der Alten Welt, das Neue Handbuch der Literaturwissenschaft und die Zeitschrift Gnomon lieferte er viele Artikel.
Schetter wurde nach dem Tod Karl Büchners 1981 Herausgeber der Zeitschrift Hermes. Nach seinem Tod 1992 wurde Siegmar Döpp sein Nachfolger. Schetters letztes Werk, die Fortführung der Edition und Kommentierung der Lebensbeschreibung des Heiligen Severus von Ravenna (begonnen von Bernhard Bischoff), wurde nach seinem Tod von Otto Zwierlein vollendet und 1994 veröffentlicht.

## Schriften
- Untersuchungen zur epischen Kunst des Statius (= Klassisch-philologische Studien. Heft 20). Harrassowitz, Wiesbaden 1960.
- Studien zur Überlieferung und Kritik des Elegikers Maximian (= Klassisch-philologische Studien. Heft 36). Harrassowitz, Wiesbaden 1970.
- Das römische Epos (= Athenaion-Studientexte. Band 4). Akademische Verlagsgesellschaft Athenaion, Wiesbaden 1978, ISBN 3-7997-0693-3.
- mit Bernhard Bischoff: Severi Episcopi „Malacitani(?)“ in Evangelia libri XII. Das Trierer Fragment der Bücher VIII–X. Erstmalig hrsg. und kommentiert unter Mitwirkung von Reinhart Herzog. Bearbeitet von Otto Zwierlein (= Abhandlungen der Philosophisch-Historischen Klasse der Bayerischen Akademie der Wissenschaften. Neue Folge, Heft 109). C. H. Beck, München 1994, ISBN 3-7696-0104-1.
- Kaiserzeit und Spätantike. Kleine Schriften 1957–1992. Mit einführender Gedenkrede, Schriftenverzeichnis und Register. Franz Steiner, Wiesbaden 1994, ISBN 3-515-06484-2.